# العلاقات اليمنية البولندية
العلاقات اليمنية البولندية هي العلاقات الثنائية التي تجمع بين اليمن وبولندا.

## مقارنة بين البلدين
هذه مقارنة عامة ومرجعية للدولتين:
| وجه المقارنة                                              | اليمن         | بولندا                                                                             |
| --------------------------------------------------------- | ------------- | ---------------------------------------------------------------------------------- |
| المساحة (كم2)                                             | 555.00 ألف    | 312.68 ألف                                                                         |
| عدد السكان (نسمة)                                         | 28.25 مليون   | 38.43 مليون                                                                        |
| الكثافة السكانية (ن./كم²)                                 | 50.9          | 122.91                                                                             |
| العاصمة                                                   | صنعاء، عدن    | وارسو                                                                              |
| اللغة الرسمية                                             | اللغة العربية | اللغة البولندية                                                                    |
| العملة                                                    | ريال يمني     | زلوتي بولندي                                                                       |
| الناتج المحلي الإجمالي (بليون دولار)                      | 18.21 مليار   | 524.51 مليار                                                                       |
| الناتج المحلي الإجمالي (تعادل القوة الشرائية) بليون دولار | 75.69 مليار   | 1.02 تريليون                                                                       |
| الناتج المحلي الإجمالي الاسمي للفرد دولار أمريكي          | 1.41 ألف      | 12.55 ألف                                                                          |
| الناتج المحلي الإجمالي للفرد دولار أمريكي                 |               | 26.14 ألف                                                                          |
| مؤشر التنمية البشرية                                      | 0.498         | 0.843                                                                              |
| رمز المكالمات الدولي                                      | +967          | +48                                                                                |
| رمز الإنترنت                                              | .ye           | .pl                                                                                |
| المنطقة الزمنية                                           | ت ع م+03:00   | توقيت وسط أوروبا، ت ع م+01:00، ت ع م+02:00، أوروبا/وارسو ‏، توقيت وسط أوروبا الصيفي |

## منظمات دولية مشتركة
يشترك البلدان في عضوية مجموعة من المنظمات الدولية، منها:
| علم المنظمة | اسم المنظمة                        | تاريخ انضمام اليمن | تاريخ انضمام بولندا |
| ----------- | ---------------------------------- | ------------------ | ------------------- |
|             | يونسكو                             | 2 أبريل 1962       | 6 نوفمبر 1946       |
|             | مؤسسة التمويل الدولية              | 22 مايو 1970       | 29 ديسمبر 1987      |
|             | منظمة حظر الأسلحة الكيميائية       | ?                  | ?                   |
|             | مؤسسة التنمية الدولية              | 22 مايو 1970       | 28 أكتوبر 1960      |
|             | وكالة ضمان الاستثمار متعدد الأطراف | 12 مارس 1996       | 29 يونيو 1990       |
|             | الاتحاد البريدي العالمي            | ?                  | 1 مايو 1919         |
|             | الاتحاد الدولي للاتصالات           | 1931               | 1921                |
|             | منظمة الشرطة الجنائية الدولية      | ?                  | ?                   |
|             | الأمم المتحدة                      | 30 سبتمبر 1947     | 24 أكتوبر 1945      |
|             | البنك الدولي للإنشاء والتعمير      | 3 أكتوبر 1969      | 27 يونيو 1986       |

## وصلات خارجية
- موقع وزارة الخارجية البولندية